# Norberto Oyarbide
Norberto Oyarbide (Concepción del Uruguay, 1 de enero de 1951-Buenos Aires, 1 de septiembre de 2021) fue un juez federal argentino, conocido por haber investigado causas de fuerte repercusión pública, algunas de las cuales involucraron a altos funcionarios políticos del gobierno de Carlos Menem y a los expresidentes Isabel Perón, Cristina Fernández de Kirchner y Mauricio Macri.

## Biografía
Nació en Concepción del Uruguay (provincia de Entre Ríos).
De joven, fue aficionado a las artes como música y dibujo. En los años 1960, militó en el grupo juvenil católico Amistad, Luz, Acción y Servicio (ALAS). Era un fiel devoto de la Virgen del Milagro.
Comenzó a trabajar en una empresa de alarmas en su provincia natal. «No tengo por qué ocultarlo, barría el piso», dijo en un reportaje periodístico. Más tarde, ingresó el área de recursos humanos para la empresa Bunge & Born. Junto con su familia se mudó a la ciudad de Colón, estudió en el Colegio San José y cuando se recibió en 1969 de perito mercantil se trasladó a la ciudad de San José. En 1971 se mudó a Buenos Aires, donde vivió en una modesta habitación de pensión mientras estudiaba Derecho de día en la Universidad de Buenos Aires y trabajaba de noche barriendo pisos en una empresa.
En 2021, formó parte del programa "Fuerte al medio" con Coco Sily en Radio 10.

## Cargos en el Poder Judicial
En febrero de 1976, empezó a trabajar como empleado auxiliar ad honorem en el Juzgado Correccional N.º 6 de la Capital Federal, gracias a la recomendación de profesores de la UBA como Roberto Calandra, que estaba a cargo de ese juzgado. En 1980 —ya recibido de abogado— fue nombrado auxiliar de la Fiscalía Nacional de Primera Instancia en lo Criminal y Correccional N.º 20 de la Capital Federal. En esa época trajo a sus padres a vivir con él a Buenos Aires. Fue ascendiendo y más adelante lo designaron secretario de un juzgado, fiscal y en 1994, durante el gobierno de Carlos Menem, fue nombrado juez nacional en el fuero penal y correccional federal.

## Trayectoria como juez
En la década de 1990 tuvo a su cargo las causas por la supuesta cuenta en Suiza de Carlos Menem y por el enriquecimiento ilícito de Armando Gostanian. El exministro de Economía Domingo Cavallo, lo acusó de estar apadrinado por la Policía Federal, luego de que el magistrado lo procesara en una causa vinculada a la empresa OCASA, del fallecido empresario Alfredo Yabrán. Este suceso se desató luego de que Cavallo revelara que Carlos Corach le había anotado en una servilleta el nombre de los jueces federales y al lado a quiénes respondía cada uno de ellos.
Ya en la década de 2000 su nombre apareció en los medios cuando le revocó la prisión domiciliaria al represor Jorge Rafael Videla. En diciembre de 2006 catalogó el accionar de la Triple A como delitos de lesa humanidad, y en 2007 pidió al Gobierno español la extradición de la expresidenta Isabel Martínez de Perón.
Otra causa a su cargo fue la que investigaba el asesinato de Julio Troxler.
Desde 2009, junto con otros jueces, investigó en la causa denominada de los «Medicamentos truchos» o «Mafia de los medicamentos», en el que estuvieron involucrados sindicatos, empresas farmacéuticas y traficantes de drogas.
El magistrado sobreseyó a la presidenta de la Nación Cristina Fernández de Kirchner y  su esposo, Néstor Kirchner, en la causa por el presunto enriquecimiento ilícito Ese sobreseimiento motivó que se pidiera el juicio político de Oyarbide. Luego declaró que había sido presionado para cerrar dicha causa.
También tuvo a su cargo una causa por presunto espionaje telefónico en la cual ordenó en 2008 la detención del jefe de la Policía Metropolitana Alberto Palacios, decisión que la Cámara de Apelaciones dejó sin efecto por serios defectos en su fundamentación.
En 2009, mandó a allanar diferentes dependencias en Misiones, sin embargo el juez Chávez, a quien en Misiones vinculan con el exgobernador Ramón Puerta, se negó a allanar los juzgados de sus dos colegas involucrados en la causa del espionaje, con el propósito de secuestrar los expedientes donde fueron ordenadas las escuchas ilegales a, por lo menos, siete personas.
En 2009, investigó la causa de las escuchas ilegales en la Ciudad de Buenos Aires; se refiere a una denuncia relacionada con una supuesta estructura de espionaje paraestatal, con escuchas telefónicas ilegales que presuntamente habría empleado el gobierno de la Ciudad Autónoma de Buenos Aires para fines personales. Meses después Oyarbide procesó a Macri y lo embargó por 250 mil pesos. Por la misma se encuentra procesados el exministro de Educación del gobierno porteño, Mariano Narodowski. También procesó a Mariano Nadarowsky como presunto miembro de una asociación ilícita montada para interceptar comunicaciones telefónicas. El exjefe de gobierno de Buenos Aires y expresidente, Mauricio Macri, fue procesado también, pero fue sobreseído por el juez Casanello en diciembre de 2015 pocos días después de asumir la presidencia.
En 2009, investigó el desvío de fondos, ordenando el procesamiento Héctor Capaccioli, el ex superintendente de Servicios de Salud. Oyarbide dispuso la medida sin prisión preventiva por malversación de caudales públicos, abuso de autoridad y violación de los deberes de los funcionarios públicos. Junto a ellos Oyarbide procesó sin prisión preventiva a Osvaldo Oscar Cochlar, exgerente de Gestión Estratégica de la Superintendencia de Servicios de Salud; Fernando José Scopinaro, ex subgerente de Gestión Estratégica, y Horacio Agustín Ballesteros, exgerente de Asuntos Jurídicos.
En enero de 2010, estuvo a cargo del caso de la denuncia hecha al expresidente del Banco Central, Martín Redrado por «incumplimiento de los deberes de funcionario público y mala conducta».
En mayo de 2010, prohibió la salida del país al exministro de Economía José Alfredo Martínez de Hoz, en el marco de la investigación por la desaparición del empresario Federico Gutheim y de su hijo Miguel.
Norberto Oyarbide procesó a Rodolfo Bomparola y a otras once personas por el delito de comercio de estupefacientes, agravado por el número de personas intervinientes en la causa de los llamados "narcos vip".
En 2010, procesó al exministro Ricardo Jaime por recepción de dádivas. Investigó la llamada causa de «narcos vip», delito de comercio de estupefacientes agravado por el número de personas interviniendo, en la causa procesó a Bomparola y otras seis personas con prisión preventiva, mientras que la modelo Zahina Rojas también fue procesada pero seguirá en libertad.
Además trabajó en el caso Skanska en la pista de los sobreprecios pagados por la empresa Skanska para ganar una licitación― al exsecretario de Transporte, Ricardo Jaime, por enriquecimiento ilícito.
También investigó y llegó al esclarecimiento del asesinato del padre Mugica, donde procesó con prisión preventiva a Carlos Alejandro Gustavo Villone, exsecretario privado del fundador de la organización parapolicial Triple A, José López Rega, por el crimen del padre Carlos Mugica en 1974. A su vez también procesó al experiodista y escribano Jorge Héctor Conti, quien fue encargado de prensa del Ministro de Bienestar Social y también yerno de López Rega, por el homicidio de Llerena Rosas, quien militaba en el Frente de Izquierda Popular.
En agosto de 2018, fue involucrado en la Causa judicial de los cuadernos de supuestos sobornos en Argentina. Afirmó, al declarar, que Jaime Stiuso y Javier Fernández lo habían apremiado para que terminara la causa de enriquecimiento ilícito del matrimonio Kirchner, la cual tenía a su cargo y en la que dictó el sobreseimiento.

## Cuestionamientos
Norberto Oyarbide es el juez que más pedidos de juicios políticos ha tenido a lo largo de su carrera con 47 denuncias por mal desempeño.
Ha recibido varios escraches desde el inicio de sus funciones, debido a que fue nombrado juez federal por el entonces presidente Carlos Menem, en 1994.
Norberto Oyarbide es criticado por sospechárselo de hacer avanzar causas de corrupción para luego archivarlas intercambiando favores políticos. Ha tenido 43 pedidos de juicio político en su contra, de los cuales el último que efectivamente se llevó a cabo se realizó en 2001 y culminó en la absolución del juez. Genera también controversias por su ascenso en los tribunales federales y sus presuntas alianzas con proxenetas, policías, políticos y espías para amasar dinero, contactos y poder.
Norberto Oyarbide es criticado porque no prosperó ninguno de los juicios políticos que se le pidieron.
Se le pidió un juicio político cuando Luciano Garbellano lo acusó de haberle brindado protección a su prostíbulo a cambio de 15 000 dólares al mes y servicios sexuales. En ese momento, Oyarbide fue acusado de irregularidades y fue suspendido por el Senado pero luego ratificado en su cargo con el voto favorable de los miembros peronistas de la Cámara Alta. Si bien la mayoría dijo que había que destituirlo, se necesitaban los dos tercios de los votos y no se lograron porque no había suficientes senadores ya que ese día era el 11 de septiembre de 2001 y debido a que fue el atentado contra las Torres Gemelas (en Nueva York). El fiscal había obtenido bastantes pruebas que lo comprometían y que mostraban una protección policial de prostíbulos por la que otras partes involucradas en el mismo caso terminaron procesadas, pero el juicio no prosperó.
Se le pidió juicio político cuando se mostró con un anillo que dijo que había comprado en Simonetta Orsini (en Punta del Este) por un supuesto valor de 250 000 dólares aunque más tarde se demostró que lo había alquilado por 7500 dólares al mes. Entonces fue investigado por la Justicia penal económica por supuesto contrabando al haber ingresado el anillo desde Uruguay sin declararlo. Luego fue sobreseído por el delito de contrabando aunque continúa la investigación en el fuero penal por presunto enriquecimiento ilícito.
Se le inició juicio político por negarse a colaborar con la investigación del juez Claudio Bonadio sobre la Obra Social de los Camioneros. Fue denunciado por subirse alcoholizado al escenario con el cantante cordobés Mona Jiménez,
por su rol en la causa por la mafia de los medicamentos, por su papel en el escándalo Schoklender por los fondos de las Madres de Plaza de Mayo, por el sobreseimiento de Amado Boudou en la denuncia por refacciones en el Senado, por cajonear dos causas por irregularidades de fondos cuando Amado Boudou era titular de la Ansés y
por el canje de bonos de la deuda en 2010 cuando se realizaron supuestas maniobras fraudulentas con el canje de títulos.
Además se le pidió juicio político por su actuación en una causa por presunto lavado de dinero en pases de jugadores de fútbol de la que fue apartado por la Cámara Federal por su tramitación irregular.
En 2014, fue imputado por la suspensión de un allanamiento a pedido de un funcionario del gobierno y por un supuesto pedido de coimas. Esto resultó estar conectado con el tema del anillo.
En abril de 2014, un informe del programa televisivo Periodismo para todos, de Jorge Lanata cuestionó su lujosa forma de vida y su patrimonio, y el senador nacional Mario Cimadevilla y el diputado Oscar Aguad, integrantes del Consejo de la Magistratura de la Nación en representación de la UCR volvieron a pedir un juicio político por la acusación de encubrimiento y protección del proxenetismo.

## Vida privada
Al momento de su muerte, Oyarbide se encontraba conviviendo con su pareja, Claudio Blanco (1977-), exárbitro de básquet y analista de sistemas. En los últimos años, Oyarbide ha sido filmado en más de una ocasión bailando con diferentes personajes de la política y artistas.